# Zea mexicana
Zea mexicana (Schrad.) Kuntze, 1904 è una pianta erbacea della famiglia delle Poacee, endemica del Messico.

## Distribuzione e habitat
L'areale di questa specie è ristretto agli stati messicani di Chihuahua e Oaxaca.